# Amolita irrorata
Amolita irrorata  là một loài bướm đêm thuộc họ Erebidae. Nó được tìm thấy ở Nam Mỹ, bao gồm Paraguay và Brasil. Sải cánh dài 26–32 mm.